# Ricordea florida

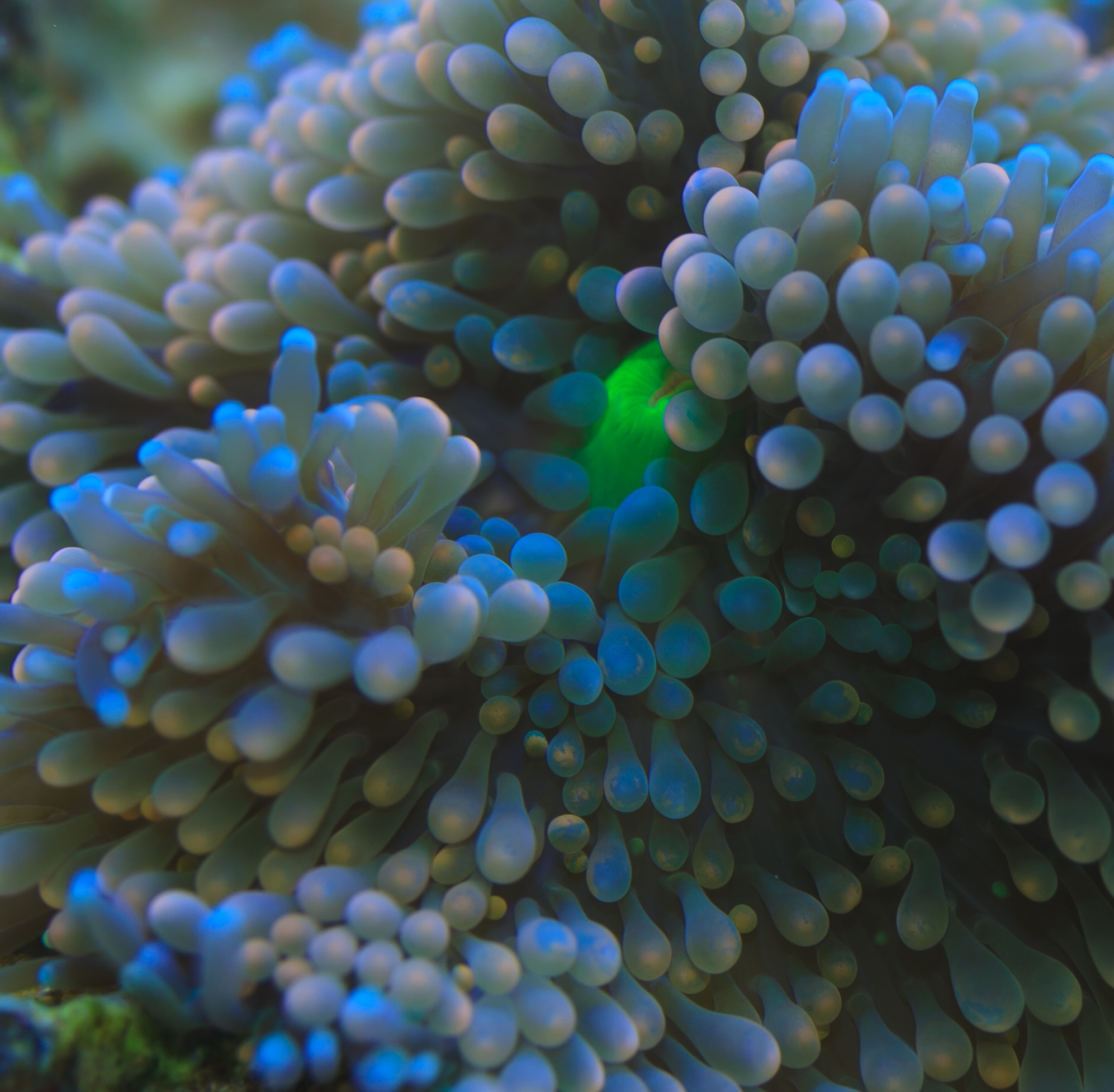
Vista de tentáculos y boca de R. florida

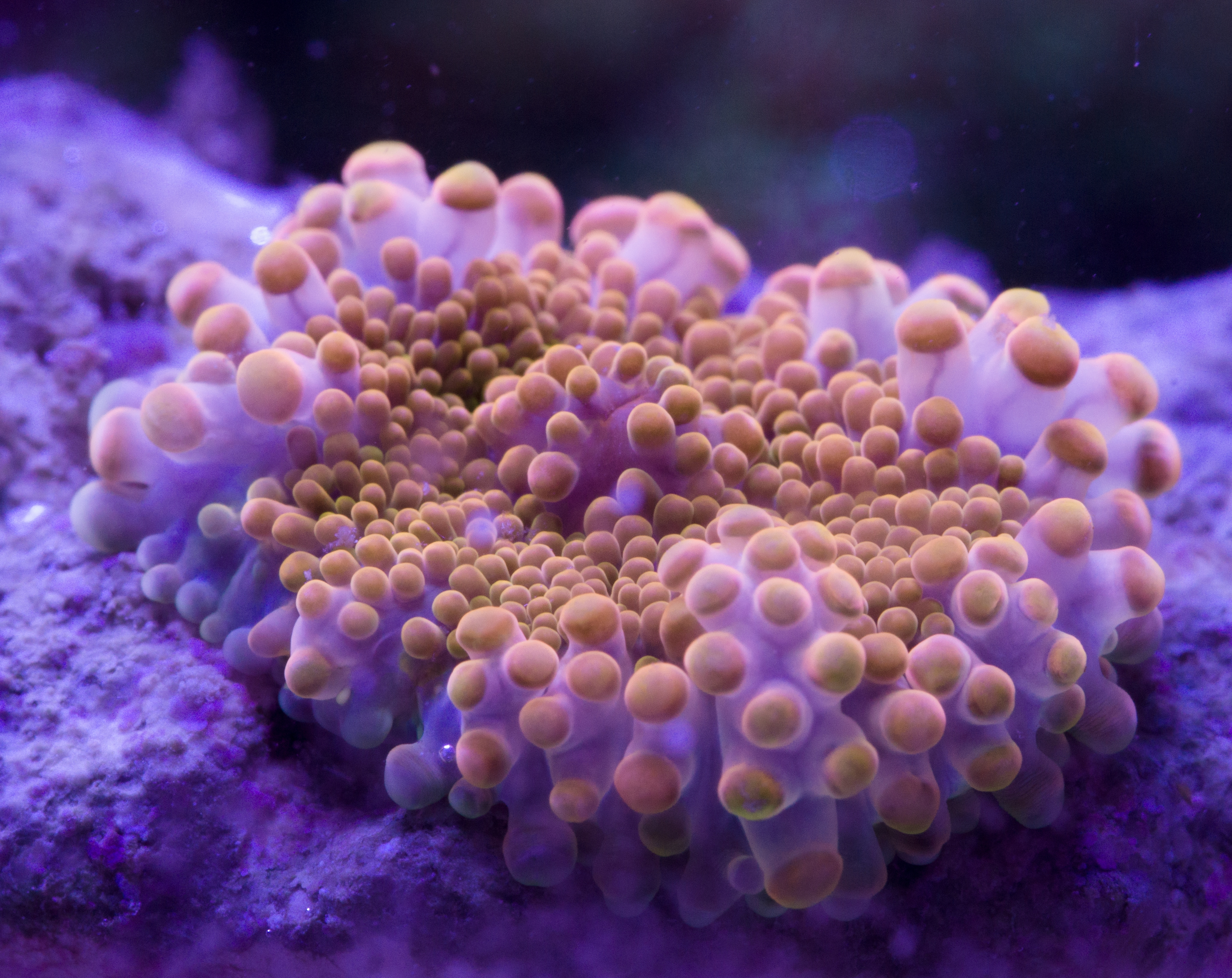
Ricordea florida en acuario

Ricordea florida es una especie de coral de la familia Ricordeidae, orden Corallimorpharia, cuyos integrantes se denominan falsos corales. 

## Morfología
Básicamente es un coral sin esqueleto y tiene la misma estructura anatómica interna que los corales duros del orden Scleractinia.
Su cuerpo es cilíndrico y pequeño. Su extremo basal es un disco plano que funciona como pie, el disco pedal, y su extremo apical es el disco oral, el cual tiene la boca, o bocas (ya que puede tener más de una) en el centro, y alrededor tentáculos cortos y redondeados, que portan cnidocitos, células urticantes provistas de neurotoxinas paralizantes en respuesta al contacto. El animal utiliza este mecanismo para evadir enemigos o permitirle ingerir presas más fácilmente hacia la cavidad gastrovascular. La capacidad urticante de sus tentáculos es menor en esta especie que en la mayoría de los corales.
Esta especie alcanza los 7,5 cm de diámetro. Su cuerpo es carnoso y sus tentáculos presentan una coloración variada, que puede ir desde el naranja o púrpura hasta el verde, azul o amarillo; y puede tener anillos de tentáculos, las puntas de los mismos o la boca en otro color del dominante. 

## Hábitat y distribución
Interior de arrecife, generalmente en aguas someras. En superficies rocosas y en lagunas. Se encuentra sola o en pequeños grupos.
Su rango de profundidad es entre 0 y 160 m, y el de temperatura entre 19.75 y 27.88 °C.
Habitan en el océano Atlántico occidental tropical hasta Brasil, en el mar Caribe y el Golfo de México.

## Alimentación
Como la mayoría de los corales, posee algas simbiontes, llamadas zooxantelas.  Las algas realizan la fotosíntesis produciendo oxígeno y azúcares, que son aprovechados por las anémonas, y se alimentan de los catabolitos de la anémona (especialmente fósforo y nitrógeno). No obstante, se alimentan tanto de los productos que generan estas algas, entre un 75 y un 90 %, como de las presas de zooplancton o peces, que capturan con sus tentáculos, y de materia orgánica disuelta en el agua.

## Reproducción
Se puede reproducir asexualmente en dos modos:  partiéndose por la mitad de su boca y generando un clon, lo que se denomina división o fisión; y, soltando partículas desde el disco pedal que evolucionarán a un nuevo animal, lo que se denomina laceración.
Y sexualmente, produciendo una larva plánula que, una vez en el fondo marino, desarrolla un disco pedal y crece hasta conformar una nueva Ricordea.

## Mantenimiento
Hay que tener precaución de no ubicarla junto a otros corales, porque puede dañarlos. 
Mantener el agua libre de amonio y fosfatos, nitratos por debajo de 20 ppm, y añadir yodo y elementos traza.
Cambios de agua semanales del 5 % del volumen.